# Douglas Ward
Douglas Ward ist ein britischer Sachbuchautor und Verfasser eines bewertenden Verzeichnisses von Kreuzfahrtschiffen.

## Werk
Es erscheint in jährlich aktualisierter Auflage im Verlag APA Publications in englischer Sprache und ist in Form und Inhalt kontrovers diskutiert. Die deutsche Ausgabe des Buches ließ die Reederei Peter Deilmann im Jahre 1998 nach einer als falsch recherchierten Bewertung gerichtlich stoppen. Seitdem erscheint sie nicht mehr. Kritik kommt gelegentlich auch von Reedereien, deren Schiff bewertet wurde, obwohl Ward noch nicht an Bord gesichtet wurde. Außerdem werden viele einmal bewertete Schiffe später nicht neu eingestuft. Fachleute kritisieren auch offensichtliche Irrtümer, die nach mehreren Ausgaben noch nicht korrigiert sind. Das Ansehen des Buches in der Fachwelt ist dadurch umstritten.
Ward besichtigt nach eigenen Angaben jedes Jahr ca. 40 bis 70 Schiffe und hat mittlerweile über 1130 Kreuzfahrten unternommen (davon mehr als 160 Atlantik-Überquerungen) und dabei über 5000 Tage auf See verbracht. Ward arbeitete vor seiner Zeit als Autor als Bordmusiker an Bord von Kreuzfahrtschiffen. Es ist davon auszugehen, dass fast die Hälfte seiner Kreuzfahrten im Rahmen dieser Tätigkeit unternommen wurden.

## Veröffentlichungen
- Douglas Ward: Berlitz Handbuch zu Kreuzfahrten & Kreuzfahrtschiffen. Berlitz, Princeton, 1997, ISBN 2-8315-6028-4 (letzte deutschsprachige Ausgabe).
- Douglas Ward: Insight Guides Cruising & Cruise Ships 2024. 29. Auflage. APA Publications, ISBN 978-1839053443.